# Побег из тюрьмы (фильм, 1977)
«Побег из тюрьмы» — советский фильм 1977 года режиссёра Радомира Василевского по мотивам повести Николая Вирты «Побег».

## Сюжет
В основе сюжета — реальная история совершённого в 1902 году дерзкого побега из Лукьяновской тюрьмы в Киеве десятью политическими заключёнными — революционерами-«искровцами». Основные персонажи выведены под своими настоящими именами — Николай Бауман, Максим Литвинов, Осип Пятницкий и другие.
На фоне организации побега авторы фильма ставили задачу показать в диалогах героев возникновение тех принципиальных и глубоких разногласий в политических взглядах и целях партии, которые через год — на II съезде РСДРП — приведут к расколу партии на большевиков и меньшевиков.

## В ролях
- Александр Абдулов — Николай Бауман
- Николай Ерёменко (мл.) — Максим Литвинов
- Валерий Шушкевич — Сильвин
- Павел Ремезов — Иосиф Басовский
- Андрюс Карка — Марьян Григорьевич Гурский
- Виталий Дорошенко — Владимир Бобровский
- Виктор Бутов — Осип Пятницкий
- Юрий Родионов — «Блюм» (Иосиф Блюменфельд) Архивная копия от 30 ноября 2020 на Wayback Machine, наборщик «Искры»
- Владимир Васьковцев — «Красавец»
- Георгий Дрозд — Плессаков
- Андрей Градов — Илья Строев, подпольщик
- Борис Федотов — Сапежко, подпольщик
- Александр Яковлев — Александр Иванович Спиридович, жандармский подполковник
- Владимир Наумцев — генерал жандармерии
- Пётр Кудлай — начальник тюрьмы
- Михаил Горносталь — Серж, жандарм
- Валерий Филатов — Михайлов, надзиратель
- Алексей Ванин — надзиратель
- Анатолий Обухов — жандарм
- Анатолий Яббаров — филёр / надзиратель
- Юрий Рудченко — поп
- Николай Слёзка — Остап Петрович, заводской мастер, подпольщик
- Николай Федорцов — подпольщик
- Людмила Зайцева — Капитолина Медведева, жена Баумана
- Ирина Шевчук — Ольга Новиченко, «назначенная невеста»

## Дополнительно
Фильм снят по мотивам повести Николая Вирты «Побег», это одно из последних произведений писателя, издано в 1973 году.
Съёмки велись в СИЗО города Измаил, в роли надзирателей также снялись сотрудники учреждения: капитан Виктор Гусаков, старшина Анатолий Диденко, старший сержант Юлия Фёдоровых.
В фильме звучат песни на стихи Михаила Анчарова.

## Критика
Критика фильма журналом «Искусство кино» в основном касалась недостатка историчности, реалистичности и простого такта в изображении реальных лиц.
Авторы фильма почему-то произвели исторические смещения. Так Александр Иванович Спиридович в то время не был в Киеве, он станет главой Киевского охранного отделения только через год — уже после описываемого в фильме побега; ему приписаны «не очень-то разумные — с полицейской точки зрения — акции», в то время как это был серьезный противник — «не только деятельный практик, но и „ученый теоретик“ от жандармерии». В фильме содержится и просто недостоверные допущения:

Не было и не могло быть в тогдашней Лукьяновке избиений «политиков»; явное сочинительство — и та взрывчатка, которую охранка подбрасывает в цейхгауз, чтобы, дескать, иметь повод упрятать искровцев в карцер. На самом деле ничего подобного не было. Не было провокации в тюрьме, да она жандармам была совершенно ни к чему.
Фильм «весьма точно воссоздает эту специфическую обстановку киевской тюрьмы, стиль отношений „политиков“ о тюремным начальством и надзирателями», но при этом — реально отражая мягкий режим содержания (открытие двери камер, длительные прогулки, частые свидания) — не объясняя этот факт создаёт превратное впечатление, а ведь такой либеральный режим в тюрьме был установлен специально: власти всячески старались в тот период избегать возникновения поводов для протестов общественности, остро реагировавшей на малейшие притеснения политзаключенных.
Авторы фильма также небрежны в отношении изображения революционеров — так Виктор Крохилль «единственный из всех героев, выведен почему-то без фамилии, под кличкой Красавец», и в целом будущие «меньшевики» показаны тенденциозно негативно:

Особенно достается от авторов Иосифу Блюменфельду — он обрисован шаржированно, изображен трусом и истериком. Это несправедливо. Товарищи относились к Блюменфельду с большим уважением, об этом свидетельствуют воспоминания.

Это серьезное произведение, одно из лучших, поставленных на Одесской киностудии. Этому фильму меньше других повезло на рецензии в прессе. Да, к сожалению, не все в фильме удалось в одинаковой мере. Порою авторы сбиваются на информационность; возможно, больше, чем следовало бы, уделяют внимания придуманному ими персонажу Илье Строеву; есть в фильме какие-то «довески», недостаточно органично связанные с основным сюжетом, с драматургией фильма. Не все образы даже основных героев картины в этом односерийном фильме раскрыты с той всеобъемлющей полнотой и глубиной, как они того заслуживают.— Мастерство в фильме: сборник статей о кино

Характеры лишь намечены слабыми штрихами. Актерам нелегко лепить образы из того материала, что есть в сценарии. А по прошествии недолгого срока герои и вовсе сливаются в твоей памяти. На общем фоне выделяется Николай Бауман (А. Абдулов). Он выписан основательней остальных.— Искусство кино, 1978